# 125-ös busz (Budapest)
A budapesti 125-ös jelzésű autóbusz a Bosnyák tér és Rákospalota, MEDIMPEX között közlekedik. A vonalat az ArrivaBus üzemelteti.
A busz a 124-essel közel párhuzamos vonalon közlekedik, háromszor is metszik egymás vonalát, de a XV. kerület más-más részét tárják fel. A 125-ös busznak nincs kapcsolata metróállomással, nem ráhordó jellegű, fő feladata a Rákospalotán és a kertvárosban élők, valamint a XV. kerület északi részén elterülő ipartelepen dolgozók kiszolgálása.

## Története
1985. június 17-én indult 125-ös jelzéssel buszjárat az újpesti Szilágyi utca és Káposztásmegyer, Szilas-patak között, az akkoriban átadott Káposztásmegyeri lakótelepen élők kiszolgálására. 1990. december 11-én a 3-as metró Újpestig vezető szakaszának átadásával egyidőben a 125-ös busz megszűnt. 2001. október 25-én indult el szintén 125-ös jelzéssel busz a Káposztásmegyer Szilas-pataktól a Dunakeszi Auchan áruházhoz. Ekkor készült el ugyanis a Dunakeszi és Káposztásmegyer között elterülő bevásárlóövezet. Ennek a busznak a számozása változott meg 2007. szeptember 3-án 126-osra. Ezt követően több mint egy évig ez a viszonylatjelzés nem volt kiadva.
A BKV 2008-as paraméterkönyve szerint azon év szeptember 6-ától a 70-es busz új jelzése 125-ösre, míg a 24-esé 124-esre változott.
2014. június 28-ától a Mélyfúró utcai megállókat nem érinti, a Károlyi Sándor úton tovább haladva éri el Rákospalota, MEDIMPEX végállomását.
2022. január 22-étől megáll Rákospalota felé a Mogyoród útja megállóhelyen is. Szintén 2022 januárjától 2024 év végéig bizonyos indulásai 125B jelzéssel a fóti Auchan áruházig meghosszabbítva közlekedtek.
A Zugló Városközpont fejlesztés projekt építési munkái miatt 2024. szeptember 21-től módosult a 124-es, a 125-ös és a 277-es autóbuszok közlekedése a Bosnyák tér térségében. A 124-es és a 125-ös autóbuszok a Fűrész utcától a Telepes utca–Nagy Lajos király útja–Bosnyák utca–Nagy Lajos király útja–Bosnyák tér útvonalon közlekednek, a Bosnyák téren a felszállóhelyük átkerült a Nagy Lajos király útjára, a templom elé.

## Útvonala
| Rákospalota, MEDIMPEX felé |
| Bosnyák tér vá. – Nagy Lajos király útja – Telepes utca – Öv utca – Erzsébet királyné útja – Kolozsvár utca – Rekettye utca – Rákos út – Karatna tér – Rákos út – Wysocki utca – Pázmány Péter utca – Dugonics utca – Eötvös utca – Hubay Jenő tér – Deák utca – Fő út – Széchenyi tér – Fő út – Csobogós utca – Közvágóhíd utca – Kovácsi Kálmán tér – Károlyi Sándor út – Rákospalota, MEDIMPEX vá. |
| Bosnyák tér felé |
| Rákospalota, MEDIMPEX vá. – Károlyi Sándor út – Kovácsi Kálmán tér – Közvágóhíd utca – Csobogós utca – Fő út – Széchenyi tér – Fő út – Deák utca – Hubay Jenő tér – Eötvös utca – Dugonics utca – Pázmány Péter utca – Wysocki utca – Rákos út – Karatna tér – Rákos út – Rekettye utca – Kolozsvár utca – Erzsébet királyné útja – Öv utca – Telepes utca – Nagy Lajos király útja – Bosnyák tér vá. |

## Megállóhelyei
| 0  | Bosnyák tér végállomás                               | 30 | 7, 7E, 8E, 32, 108E, 110, 112, 124, 133E, 277 3, 62, 62A                                  |
| 1  | Telepes utca                                         | ∫  | 124, 277                                                                                  |
| 2  | Fűrész utca                                          | 28 | 124, 277                                                                                  |
| 3  | Szentes utca                                         | 26 | 124 Huszt utcai lakótelep: 81                                                             |
| 4  | Öv utca (↓) Telepes utca (↑)                         | 25 | 124 S76 (Újpalota)                                                                        |
| 5  | Kerékgyártó utca                                     | 23 | 124                                                                                       |
| 7  | Szuglói körvasút sor (↓) Öv utca (↑)                 | 22 | 5, 124 62, 62A, 69                                                                        |
| 7  | Kolozsvár utcai piac                                 | 21 |                                                                                           |
| 8  | Perczel Mór utca                                     | 20 |                                                                                           |
| 9  | Irány utca                                           | ∫  | 25                                                                                        |
| 10 | Rákos út (↓) Rekettye utca (↑)                       | 19 | 25                                                                                        |
| 10 | Karatna tér                                          | 18 | 25                                                                                        |
| 12 | Wysocki utca / Rákos út                              | 17 | 5, 25                                                                                     |
| 12 | Patyolat utca                                        | 16 |                                                                                           |
| 13 | Istvántelek vasútállomás (Wysocki utca)              | 15 | S70 S71                                                                                   |
| 14 | Pázmány Péter utca                                   | 14 |                                                                                           |
| 14 | Dugonics utca                                        | 14 |                                                                                           |
| 15 | Szerencs utca                                        | 13 |                                                                                           |
| 16 | Eötvös utca 74. (↓) Arany János utca (↑)             | 12 | 25                                                                                        |
| 17 | Rädda Barnen utca                                    | 11 | 25                                                                                        |
| 19 | Hubay Jenő tér                                       | 10 | 25, 96, 104, 104A, 124, 170, 196, 196A, 204, 225, 296, 296A                               |
| ∫  | Deák utca                                            | 9  |                                                                                           |
| 20 | Széchenyi tér                                        | 8  | 104, 104A, 170, 204, 231, 231B 308, 309, 310, 313, 314, 315, 316, 317, 318, 319, 320, 321 |
| 22 | Rákospalota, Kossuth utca                            | 7  | 5, 104, 104A, 170, 204, 231, 231B, 270 12                                                 |
| 23 | Mogyoród útja (↓) Csobogós utca (↑)                  | 6  | 170, 270                                                                                  |
| 24 | Közvágóhíd tér                                       | 5  | 124, 170, 270                                                                             |
| 25 | Kovácsi Kálmán tér                                   | 4  | 124, 170, 225, 270                                                                        |
| 26 | Árokhát út                                           | 3  | 170, 225, 270 S71 (Rákospalota-Kertváros)                                                 |
| 27 | Székely Elek út (↓) Rákospalota, Székely Elek út (↑) | 2  | 170, 225, 270                                                                             |
| 28 | Hulladékhasznosító Mű                                | 1  |                                                                                           |
| 28 | Károlyi Sándor út                                    | ∫  |                                                                                           |
| 29 | Rákospalota, MEDIMPEX végállomás                     | 0  |                                                                                           |